# Rio Preto (kommun)
Rio Preto är en kommun i Brasilien.   Den ligger i delstaten Minas Gerais, i den sydöstra delen av landet, 800 km sydost om huvudstaden Brasília. Antalet invånare är 5 292.
Omgivningarna runt Rio Preto är huvudsakligen savann. Runt Rio Preto är det glesbefolkat, med 15 invånare per kvadratkilometer.